# Cayo Acilio
Cayo o Gayo Acilio  fue un senador e historiador romano del siglo II a. C. perteneciente a la gens Acilia. Se le considera representante de la llamada analítica antigua o senatorial y de un marcado filohelenismo, que lo llevó a afirmar el origen de Roma como una colonia griega.

## Vida
A pesar de no mantener una posición política, su conocimiento de la lengua griega le permitió introducir como intérprete en el senado romano la llamada «embajada de los filósofos», que en el 155 a. C. llevó a Carnéades, Diógenes el Estoico y Critolao a Roma, para negociar la reducción de una multa que se había impuesto a la ciudad de Atenas. Los discursos de Carnéades traducidos por Cayo Acilio alcanzaron una gran repercusión y fueron considerados subversivos por Catón el Censor, que consiguió que los tres filósofos fueran expulsados. 
Siguiendo el ejemplo de Quinto Fabio Píctor, a quien se atribuye el mérito de haber dado inicio a la historiografía romana, Acilio escribió una Historia de Roma en lengua griega, que cubría desde los orígenes hasta el año 184 a. C., según Dionisio de Halicarnaso, o el 142 a. C., según Tito Livio. Se conservan solo algunos fragmentos, por los que puede deducirse que, como en la obra de Píctor, dedicaba mucho espacio a los orígenes de Roma, a lo que sumó un mayor interés por las ceremonias e instituciones culturales.
Parte de su obra fue traducida al latín por Quinto Claudio Cuadrigario en el siglo I a. C.

### Ediciones
- H. Peter, Historicorum Romanorum Reliquiae, Leipzig, 1914 (II ed.)

### Textos
- F. Altheim, Untersuchungen zur römischen Geschichte, I, Frankfurt, 1961, pp. 182-5
- A. Klotz, Der Annalist Quintus Claudius Quadrigarius, in «Rheinisches Museum» XCI (1942), pp. 268-85
- A. La Penna, La storiografia, in F. Montanari (a cura di), La prosa latina, Roma, 1991, p. 13 ss.

- Datos: Q857021